# Împărțirea administrativă a statului Djibouti
Djibouti este divizat în 5 regiuni și un oraș, care la rândul lor sunt subdivizate în comune (orașul Djibouti) și posturi administrative (regiunile).
Regiunile și orașul, cu subdiviziuni, sunt:
- Regiunea Ali Sabieh (Region d'Ali Sabieh); posturi admin.: Ali Sabieh, Ali Addé, Holhol.
- Regiunea Arta (Region d'Arta); posturi admin.: Arta-Wéa, Damerjog, Karta.
- Regiunea Dikhil (Region de Dikhil); posturi admin.: Dikhil, As Eyla, Mouloud, Yoboki.
- Orașul Djibouti (Ville de Djibouti); comune: Balbala, Bulaos, Ras Dika.
- Regiunea Obock (Region d'Obock); posturi admin.: Obock, Alaïli Dadda.
- Regiunea Tadjourah (Region de Tadjourah); posturi admin.: Tadjourah, Adaïlou, Dorra, Lac Assal, Randa.

Posturile administrative existente în anii 1980 (conf. hărții):
- Alaili Dadda
- Ali Sabieh
- As Eyla
- Balha
- Dikhil
- Djibouti
- Dorra
- Obock
- Randa
- Tadjourah
- Yoboki